# 1627 en santé et médecine
| Années de la santé et de la médecine : 1624 - 1625 - 1626 - 1627 - 1628 - 1629 - 1630    |
| Décennies de la santé et de la médecine : 1590 - 1600 - 1610 - 1620 - 1630 - 1640 - 1650 |

Cet article présente les faits marquants de l'année 1627 en santé et médecine.

## Fondations
- Refondation, sous le nom d'hôpital Saint-Jacques, de l'« hôpital des pauvres » de Pézenas, en Languedoc, établissement qui sera toujours actif à la fin du XXe siècle[1].
- À l'initiative du maréchal de Créqui, la ville de Grenoble se dote d'un nouvel hôpital pour pallier la ruine de ceux de Notre-Dame, de Saint-Antoine et de Saint-Jacques[2].
- En Angleterre, William Goddard fonde Jesus Hospital (« l'hôpital de Jésus ») à Bray près Maidenhead, dans le Berkshire[3].
- À Beaune, en Bourgogne, l'hôpital du Saint-Esprit est réuni au grand hôtel-Dieu[4].
- À Paris, l'abbé Joulet de Chatillon fonde « une maison destinée aux incurables sans fortune ni famille » qui est à l'origine de l'hôpital Laennec[5].
- Jeanne de Chantal fonde le couvent de la Visitation de Crémieu, en Dauphiné, qui est à l'une des origines de l'hôpital de la ville, et dont les bâtiments sont occupés aujourd'hui par une maison de retraite et une lycée rural[6].
- François Van der Burch, archevêque de Cambrai, fonde dans cette ville « une maison pour l'entretien et l'instruction de cent jeunes filles pauvres[7] ».
- Fondation, par Julien Griffon, de l'hôpital Notre-Dame de Cluny, en Bourgogne, établissement qui est à l'origine du centre hospitalier de Cluny, devenu centre hospitalier du Clunisois à sa fusion avec celui de Tramayes[8].
- À Rennes, en Bretagne, Guillaume Régnier fonde la châtellenie du Tertre-de-Joué, qui est à l'origine de l'asile de Saint-Méen, aujourd'hui centre hospitalier Guillaume-Régnier[9].
- La Confrérie du silence (Hermandad del Silencio) loue à Séville, en Andalousie, une maison où les prêtres âgés, pauvres et malades trouvent assistance, et qui deviendra l'hôpital des Vénérables, établissement dont les bâtiments abritent aujourd'hui la fondation Focus-Abengoa (es) qui gère le centre Diego-Vélasquez[10].

## Publications
- Alessandro Alessio, médecin padouan, donne ses Consilia medica et Epitome pulsuum[11].
- Sous le titre de De plantis exoticis, Alpino Alpini (1580-1637), fils de Prospero Alpini (1553-1617), édite à titre posthume le De plantis Ægyptii de son père[12].
- Vincenzo Alsario Della Croce (c. 1576 – apr. 1632), médecin génois, camérier des papes Urbain VIII et Grégoire XV, publie son enquête sur un cas de mortinatalité[13].
- Parution posthume, à Milan, du De lactibus sive lacteis venis[14], de Gaspare Aselli (c. 1581 – 1626), exposé des travaux accomplis par l'auteur sur le système lymphatique depuis sa découverte des vaisseaux de lait en 1622[15].
- « Rendue responsable, par le rapport d’autopsie[16] rédigé par les chirurgiens légistes, de la mort de la princesse Marie de Bourbon-Montpensier[17],[18] », Louise Bourgeois (1553-1636), sage-femme de Marie de Médicis, publie son Apologie contre les médecins[19].
- Daniel Bucretius († 1631) édite à titre posthume, et augmente, les Tabulae anatomicae[20] de Giulio Cesare Casseri (1552-1616[21]).
- Valerius Charstad fait paraître les « Conférences sur la médecine dogmatique » (Disputationes de universa medicina dogmatica) qu'il a prononcées à l'académie de Strasbourg[22].
- Gaspar Collart (né vers 1570), écuyer de l'infante Isabelle[23] donne son Recueil et abrégé[24] d'art équestre et d'hippiatrie.
- Cesare Cremonini, philosophe padouan, fait paraître, dans le cadre de sa défense d'Aristote contre le galénisme, son traité De origine membrorum[25],[26].
- Gabriele Ferrara (de) (1543-1627) fait paraître une dernière édition, augmentée d'un libro quarto, per servire in tempo di peste (« quatrième livre, pour servir en temps de peste »), de sa Nuova selva di cirugia, publiée pour la première fois en 1596 et abondamment rééditée[27].
- En réponse à Louise Bourgeois, qui vient de publier son Apologie contre les médecins, paraît une Remonstrance anonyme[28], attribuée, sans doute à tort, au chirurgien de Louis XIII Charles Guillemeau (1588-1656), fils de Jacques Guillemeau (1549-1613)[29].
- Parution des Œuvres charitables, de Philibert Guybert (1579 ? – 1633), regroupant trois titres précédents (Le Médecin charitable (1623), Le Prix et valeur des médicaments et L'Apothicaire charitable (1625)) et un inédit : la Manière d'embaumer les corps morts[30].
- François Hédelin (1604-1676) donne son traité Des satyres[31], qui s'inscrit « dans le débat théologique et scientifique sur le préadamisme qui v[ien]t d’être relancé en Occident, à la suite des Grandes Découvertes[32] ».
- Impression de la thèse de médecine sur la dysenterie soutenue à Strasbourg par Ferdinand Hörscher, originaire d'Helbron[33].
- Gregor Horst (de) (1578-1636), médecin et anatomiste allemand, fait paraître trois essais en un volume, sur l'amour, sur le thermalisme et sur la transmission des caractères parentaux à l'enfant[34].
- Charles Le Scellier, médecin amiénois, publie son traité sur les fièvres (De febrium natura libellus[35]).
- Johann Peter Lotichius (1598-1669), médecin et homme de lettres allemand[36], publie sa thèse « sur les fièvres en général » (Paradoxon, sive De febribus in genere dissertatio[37]).
- Guillaume Marcquis (1604 – apr. 1672), médecin anversois[38], publie son traité sur la peste (Decas pestifuga, seu Decem quaestiones problematicae de peste[39]).
- Dans son essai De morbis popularibus Bredanis tempore obsidionis[40], Frederick van der Mye, donne la description de l'état sanitaire de la population de Bréda pendant le siège de 1624 ; l'ouvrage est suivi de deux dissertations, l'une sur la contagion, l'autre sur la découverte d'une corne de licorne[41].
- Ludovic Nunez (1553 – apr. 1643), médecin flamand[38], fait paraître son Diaeteticon[42].
- Cornelis Pleier (1595-1646), médecin de Cobourg, intitule Medicus criticus-astrologus le traité d'astrologie médicale qu'il fait imprimer à Nuremberg chez Simon Albmayer[43].
- François Ranchin (1564-1641) fait paraître à Lyon, chez Simon Rigaud, la dernière édition corrigée de ses Questions françaises sur la Chirurgie de Chauliac[44], et laisse à Henri Gras (1594-1664) le soin d'éditer son Opuscula medica[45].
- Estève Rodrigues de Castro (pt) (1559-1638), médecin portugais, professeur à Pise, publie un manuel à l'usage des étudiants[46].
- Daniel Bucretius († 1631) publie à titre posthume les « Dix livres sur la fabrique du corps humain » (De humani corporis fabrica libri decem) d'Adriaan van de Spiegel († 1625[47]).
- Johann Stephan Strobelberger (1593 ? – 1630), médecin styrien[48], fait imprimer à Leipzig un « Aperçu systématique » à l'usage des étudiants[49].
- Édition à Paris, sans nom d'auteur, d'une Conjuration contre la maladie contagieuse[50].

## Naissances
- 17 avril : Jean Bernier (mort en 1698), médecin de la duchesse d'Orléans, historien de la médecine et homme de lettres[51].
- 4 mai : Giuseppe Francesco Borri (mort en 1695), alchimiste, médecin et aventurier italien[52].
- 3 octobre : Gerhard Blasius (mort en 1682), anatomiste flamand[53].
- Georges Midy (mort en 1693), maître chirurgien, originaire des Pays-Bas, installé à Gœulzin en Flandre romane et d'où sont issus, au terme d'une longue lignée de pharmaciens, les fondateurs en 1867 des laboratoires Midy frères, devenus Clin-Midy Industries et absorbés par Sanofi en 1980[54].
- Raymond Restaurand (mort en 1682), médecin français[55].
- Guglielmo Riva (it) (mort en 1677), anatomiste italien, chirurgien à l'hôpital de la Consolation (it) de Rome, fondateur d'une importante académie privée, chirurgien de Louis XIV et archiatre de Clément IX[56].
- 1626 ou 1627 : Claude-Emmanuel Luillier, dit Chapelle (mort en 1686), homme de lettres, « et médecin, sans en faire profession[57] ».

## Décès
- 16 janvier : Gabriele Ferrara (de) (né en 1543), chirurgien milanais[58].
- Matthew Gwinne (en) (né à une date inconnue), médecin anglais, professeur à Gresham College, membre du Royal College of Physicians, praticien à Londres[59].
- Louis Hébert (né en 1575), apothicaire français, procureur du roi, premier colon à s'installer en Nouvelle-France[60].
- Thomas Sonnet de Courval (né en 1577), « gentilhomme normand et médecin satirique[61] ».
- Entre les 18 décembre 1627  et 14 septembre 1628 : Jan Chrościejewski (pl) (né vers 1555), philosophe et médecin polonais, élève de Mercurialis (1530-1606[62]).